# Division Nationale 2020-2021
La Division Nationale 2020-2021, nota anche come BGL Ligue 2020-2021 per motivi di sponsorizzazione, è stata la centosettesima edizione della massima serie del campionato lussemburghese di calcio, iniziata il 22 agosto 2020 e terminata il 30 maggio 2021. Il Fola Esch ha conquistato il titolo per l'ottava volta nella sua storia.

## Stagione

### Novità
Nessuna squadra è retrocessa dalla stagione precedente per il blocco delle retrocessioni dovuto all'annullamento del campionato; mentre dalla Promotion d'Honneur 2019-2020 sono stati promossi lo Swift Hesperange e il Wiltz 71: in questo modo le squadre partecipanti alla competizione sono passate da 14 a 16. Il Blue Boys Muhlenbach è fallito, al suo posto è stato ripescato l'R.M. Hamm Benfica.

### Formula
Le sedici squadre partecipanti si affrontano in un girone all'italiana con partite di andata e ritorno per un totale di 30 giornate. Al termine del campionato la prima classificata è designata campione del Lussemburgo e ammessa al primo turno di qualificazione della UEFA Champions League 2021-2022. Le squadra seconda e terza classificate vengono ammesse al primo turno di qualificazione della UEFA Europa Conference League 2021-2022 assieme alla vincitrice della coppa nazionale, ammessa al secondo turno. Le ultime tre classificate vengono retrocesse direttamente in Promotion d'Honneur, mentre la tredicesima classificata affronta la terza classificata in Promotion d'Honneur in uno spareggio promozione/retrocessione.

In seguito alla prolungata sosta, dovuta al ripresentarsi dell'emergenza sanitaria causata dalla pandemia di COVID-19, la FLF ha stabilito l'annullamento degli spareggi per la corrente stagione e, in seguito, l'annullamento delle retrocessioni per questa stagione.

## Squadre partecipanti
| Club               | Città             | Stadio                                     | Stagione precedente             |
| ------------------ | ----------------- | ------------------------------------------ | ------------------------------- |
| Differdange 03     | Differdange       | Stade Municipal de la Ville de Differdange | 3º posto in Division Nationale  |
| F91 Dudelange      | Dudelange         | Stade Jos Nosbaum                          | 5º posto in Division Nationale  |
| Etzella Ettelbruck | Ettelbruck        | Stade Am Deich                             | 10º posto in Division Nationale |
| Fola Esch          | Esch-sur-Alzette  | Stadio Émile Mayrisch                      | 1º posto in Division Nationale  |
| Hostert            | Niederanven       | Stade Jos Becker                           | 11º posto in Division Nationale |
| Jeunesse Esch      | Esch-sur-Alzette  | Stade de la Frontière                      | 8º posto in Division Nationale  |
| Mondorf            | Mondorf-les-Bains | Stade John Grün                            | 12º posto in Division Nationale |
| Progrès Niedercorn | Niedercorn        | Stade Jos Haupert                          | 2º posto in Division Nationale  |
| RU Luxembourg      | Lussemburgo       | Stade Achille Hammerel                     | 7º posto in Division Nationale  |
| R.M. Hamm Benfica  | Lussemburgo       | Stade du Cents                             | 6º posto in Promotion d'Honneur |
| Rodange 91         | Rodange           | Stade Joseph Philippart                    | 13º posto in Division Nationale |
| Swift Hesperange   | Hesperange        | Stade Alphonse Theis                       | 1º posto in Promotion d'Honneur |
| UNA Strassen       | Strassen          | Complexe Sportif Jean Wirtz                | 6º posto in Division Nationale  |
| UT Pétange         | Pétange           | Stade Municipal                            | 4º posto in Division Nationale  |
| Victoria Rosport   | Rosport           | Party-Rent-Arena                           | 9º posto in Division Nationale  |
| Wiltz 71           | Wiltz             | Stade Am Pëtz                              | 2º posto in Promotion d'Honneur |

## Classifica finale
|  | Pos. | Squadra            | Pt | G  | V  | N  | P  | GF | GS | DR  |
|  | ---- | ------------------ | -- | -- | -- | -- | -- | -- | -- | --- |
|  | 1.   | Fola Esch          | 68 | 30 | 21 | 5  | 4  | 89 | 35 | +54 |
|  | 2.   | F91 Dudelange      | 66 | 30 | 20 | 6  | 4  | 70 | 29 | +41 |
|  | 3.   | Swift Hesperange   | 65 | 30 | 19 | 8  | 3  | 72 | 30 | +42 |
|  | 4.   | RU Luxembourg      | 54 | 30 | 17 | 3  | 10 | 47 | 29 | +18 |
|  | 5.   | Progrès Niedercorn | 53 | 30 | 15 | 8  | 7  | 48 | 30 | +18 |
|  | 6.   | Differdange 03     | 45 | 30 | 13 | 6  | 11 | 51 | 48 | +3  |
|  | 7.   | Wiltz 71           | 44 | 30 | 13 | 5  | 12 | 45 | 42 | +3  |
|  | 8.   | Jeunesse Esch      | 43 | 30 | 12 | 7  | 11 | 41 | 43 | -2  |
|  | 9.   | Hostert            | 37 | 30 | 9  | 10 | 11 | 47 | 56 | -9  |
|  | 10.  | UNA Strassen       | 35 | 30 | 9  | 8  | 13 | 44 | 65 | -21 |
|  | 11.  | Mondorf            | 28 | 30 | 7  | 7  | 16 | 33 | 56 | -23 |
|  | 12.  | Rodange 91         | 28 | 30 | 6  | 10 | 14 | 27 | 52 | -25 |
|  | 13.  | Victoria Rosport   | 27 | 30 | 8  | 3  | 19 | 37 | 67 | -30 |
|  | 14.  | R.M. Hamm Benfica  | 26 | 30 | 5  | 11 | 14 | 33 | 48 | -15 |
|  | 15.  | Etzella Ettelbruck | 24 | 30 | 5  | 9  | 16 | 32 | 57 | -25 |
|  | 16.  | UT Pétange         | 21 | 30 | 5  | 6  | 19 | 23 | 52 | -29 |

Legenda
      Campione del Lussemburgo e ammessa alla UEFA Champions League 2021-2022.
      Ammessa alla UEFA Europa Confèrence League 2021-2022.
Note:
Tre punti a vittoria, uno a pareggio, zero a sconfitta.

## Risultati
|                    | Dif  | Etz  | Dud  | Fol  | Hos  | JeE  | Mon  | PrN  | RFC  | RMH  | Rod  | Swi  | UNA  | UTP  | Vic  | Wil  |
| ------------------ | ---- | ---- | ---- | ---- | ---- | ---- | ---- | ---- | ---- | ---- | ---- | ---- | ---- | ---- | ---- | ---- |
| Differdange 03     | –––– | 3-0  | 1-0  | 1-4  | 0-1  | 1-2  | 1-2  | 0-3  | 2-1  | 3-0  | 1-0  | 3-1  | 1-1  | 2-2  | 2-3  | 1-1  |
| Etzella Ettelbruck | 0-3  | –––– | 0-3  | 3-2  | 2-2  | 1-1  | 0-1  | 0-1  | 0-2  | 2-1  | 1-1  | 0-0  | 2-4  | 2-2  | 4-0  | 1-3  |
| F91 Dudelange      | 3-1  | 3-0  | –––– | 2-0  | 1-1  | 0-0  | 3-0  | 1-0  | 1-1  | 4-3  | 5-1  | 2-3  | 1-1  | 3-0  | 2-0  | 3-3  |
| Fola Esch          | 5-0  | 3-0  | 5-0  | –––– | 5-2  | 1-1  | 2-3  | 4-3  | 3-2  | 4-0  | 4-1  | 2-2  | 4-1  | 4-0  | 2-0  | 5-0  |
| Hostert            | 4-5  | 3-0  | 2-1  | 3-3  | –––– | 1-1  | 4-4  | 0-3  | 0-5  | 0-3  | 3-3  | 0-3  | 2-4  | 2-0  | 3-1  | 1-2  |
| Jeunesse Esch      | 1-4  | 1-1  | 1-5  | 0-3  | 1-0  | –––– | 2-1  | 2-2  | 0-1  | 1-0  | 2-1  | 1-3  | 3-0  | 4-0  | 1-0  | 1-1  |
| Mondorf            | 1-3  | 2-3  | 0-3  | 1-2  | 1-1  | 2-3  | –––– | 0-1  | 3-2  | 0-0  | 0-0  | 1-1  | 1-4  | 0-1  | 2-2  | 0-3  |
| Progrés Niedercorn | 1-1  | 3-1  | 1-2  | 1-1  | 0-0  | 2-0  | 1-0  | –––– | 2-0  | 4-1  | 1-1  | 2-5  | 2-1  | 3-2  | 3-2  | 2-0  |
| RFCU Luxembourg    | 3-0  | 3-1  | 1-2  | 1-3  | 0-2  | 1-0  | 1-0  | 0-0  | –––– | 3-0  | 0-0  | 0-2  | 2-1  | 1-0  | 0-3  | 1-0  |
| R.M. Hamm Benfica  | 1-1  | 1-1  | 1-2  | 0-2  | 0-1  | 1-0  | 0-2  | 0-0  | 0-1  | –––– | 3-2  | 1-1  | 1-2  | 1-1  | 5-0  | 1-1  |
| Rodange 91         | 1-3  | 1-0  | 0-3  | 2-1  | 1-1  | 2-1  | 0-0  | 0-2  | 0-4  | 1-2  | –––– | 1-2  | 1-1  | 1-0  | 2-2  | 1-0  |
| Swift Hesperange   | 3-1  | 5-2  | 1-2  | 2-2  | 2-0  | 5-1  | 2-1  | 1-1  | 1-2  | 1-1  | 4-0  | –––– | 7-0  | 1-0  | 1-0  | 4-2  |
| UNA Strassen       | 1-1  | 1-1  | 2-6  | 1-4  | 3-2  | 0-5  | 3-0  | 0-4  | 2-1  | 1-1  | 1-1  | 2-2  | –––– | 4-1  | 1-3  | 2-0  |
| UT Pétange         | 0-2  | 0-0  | 0-3  | 1-2  | 1-1  | 1-2  | 0-1  | 1-0  | 0-5  | 0-0  | 0-1  | 0-1  | 2-0  | –––– | 2-0  | 5-1  |
| Victoria Rosport   | 3-2  | 0-3  | 0-4  | 1-5  | 0-3  | 2-3  | 3-4  | 1-0  | 1-2  | 2-2  | 3-1  | 0-4  | 2-0  | 3-0  | –––– | 0-2  |
| Wiltz 71           | 0-2  | 2-1  | 0-0  | 1-2  | 1-2  | 1-0  | 5-0  | 3-0  | 0-1  | 5-3  | 2-0  | 0-2  | 2-0  | 2-1  | 2-0  | –––– |

## Statistiche

### Individuali

#### Classifica marcatori
| Gol |  |  | Giocatore         | Squadra            |
| --- |  |  | ----------------- | ------------------ |
| 33  |  |  | Zachary Hadji     | Fola Esch          |
| 23  |  |  | Hakim Abdallah    | Swift Hesperange   |
| 17  |  |  | Adel Bettaieb     | F91 Dudelange      |
| 17  |  |  | Dominik Stolz     | Swift Hesperange   |
| 16  |  |  | Riad Habbas       | Progrés Niedercorn |
| 16  |  |  | Dejvid Sinani     | Fola Esch          |
| 14  |  |  | Andreas Buch      | Differdange 03     |
| 14  |  |  | Mana Dembélé      | RFCU Luxembourg    |
| 13  |  |  | Maxime Deruffe    | R.M. Hamm Benfica  |
| 13  |  |  | Jules Diallo      | Fola Esch          |
| 13  |  |  | Yann Mabella      | RFCU Luxembourg    |
| 13  |  |  | Benjamin Runser   | UNA Strassen       |
| 10  |  |  | Sanel Ibrahimović | Wiltz 71           |
| 10  |  |  | Patrick Stumpf    | Etzella Ettelbruck |